# گاستون راگنو
گاستون راگنو (فرانسوی: Gaston Ragueneau‎; ۱۰ اکتبر ۱۸۸۱ – ۱۴ ژوئیهٔ ۱۹۷۸) دونده دو ۵۰۰۰ متر اهل فرانسه بود.